# Limotettix nigristriatus
Limotettix nigristriatus är en insektsart som beskrevs av Hamilton 1994. Limotettix nigristriatus ingår i släktet Limotettix och familjen dvärgstritar. Inga underarter finns listade i Catalogue of Life.